# Evangelhos curetonianos

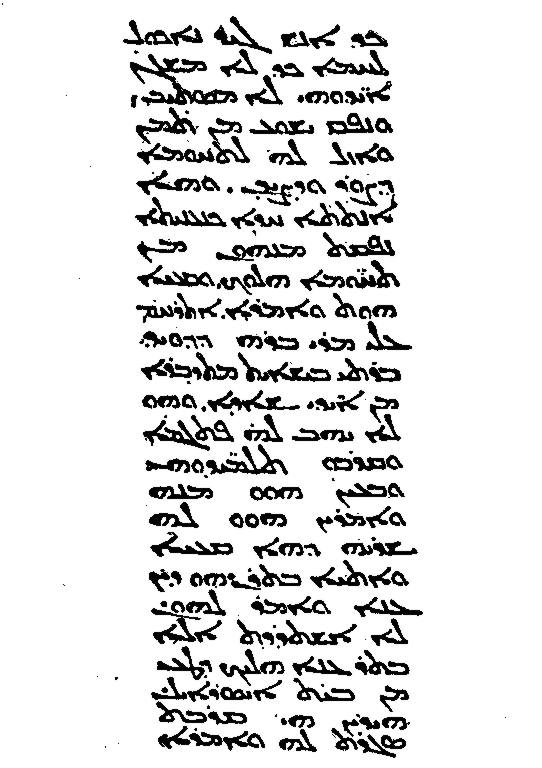
Evangelhos curetonianos, Mateus 15-20-25

Os Evangelhos Curetonianos, designados pelo siglum syr cur, estão contidos em um manuscrito dos quatro evangelhos do Novo Testamento no Antigo Siríaco. Juntamente com o Palimpsesto do Sinaiticus, os Evangelhos Curetonianos formam a Versão Siríaca Antiga, e são conhecidos como Evangelion Dampharshe ("Evangelhos Separados") na Igreja Ortodoxa Siríaca.
Os evangelhos são comumente nomeados em homenagem a William Cureton, que sustentava que eles representavam um evangelho aramaico e não haviam sido traduzidos do grego (1858) e diferiam consideravelmente dos textos gregos canônicos, com os quais haviam sido coligidos e "corrigidos". Henry Harman (1885) concluiu, no entanto, que seus originais eram gregos desde o início. A ordem dos evangelhos é Mateus, Marcos, João, Lucas. O texto é um dos únicos dois manuscritos siríacos dos evangelhos separados que possivelmente antecederam a versão siríaca padrão, a Peshitta; o outro é o palimpsesto sinaítico. Um quarto texto siríaco é o Diatessaron harmonizado. Os evangelhos curetonianos e o palimpsesto sinaítico parecem ter sido traduzidos de originais gregos independentes.

## Texto
O texto siríaco do códice é um representante do texto ocidental . Leituras de variantes significativas incluem:
- Em Mateus 4,23 a variante "em toda a Galileia", juntamente com o Codex Vaticanus Graecus 1209, Codex Bobbiensis, ℓ 20 e cop <sup id="mwKQ">sa</sup> . Mateus 12,47 é omitido.[5]
- Em Mateus 16,12, o fermento de pão variante dos fariseus e saduceus apoiado apenas pelo Codex Sinaiticus e Codex Corbeiensis I.
- Em Lucas 23,43, a variante que lhe digo hoje, você estará comigo no paraíso, sustentado apenas por pontos não espaçados no Codex Vaticanus e por falta de pontuação nos MSS gregos anteriores.[6]

## História
O manuscrito recebe seu nome curioso ao ser editado e publicado por William Cureton em 1858. O manuscrito estava entre uma massa de manuscritos trazidos em 1842 do mosteiro sírio de Santa Maria Deipara, no Wadi Natroun, no Baixo Egito, como resultado de uma série de negociações que estavam em andamento há algum tempo; é conservado na Biblioteca Britânica. Cureton reconheceu que o texto em siríaco antigo dos evangelhos era significativamente diferente de qualquer outro conhecido na época. Ele datou os fragmentos do manuscrito até o século V; o texto, que pode ser já no século II, é escrito na forma mais antiga e clássica do alfabeto siríaco, chamada Esṭrangelā, sem pontos de vogal.
Em 1872, William Wright, da Universidade de Cambridge, publicou em particular cerca de cem cópias de outros fragmentos, Fragmentos dos Evangelhos Curetonianos (Londres, 1872), sem tradução ou aparato crítico. Os fragmentos, encadernados como folhetos em um códice siríaco em Berlim, fizeram parte do manuscrito curetoniano e preenchem algumas de suas lacunas.
A publicação dos Evangelhos Curetonianos e do Palimpsesto Sinaítico permitiu que os estudiosos examinassem pela primeira vez como o texto do evangelho em siríaco mudou entre o período mais antigo (representado pelo texto dos manuscritos do Sinai e do Cureton) e o período posterior. As versões siríacas do Novo Testamento permanecem menos estudadas do que as gregas.
O texto padrão é o de Francis Crawford Burkitt, 1904; foi usado na edição comparativa dos evangelhos siríacos, editada por George Anton Kiraz, 1996.